# Match des Étoiles de la Ligue majeure de baseball 2008
Le match des Étoiles de la Ligue majeure de baseball 2008 (2008 MLB All-Star Game) est la 79e édition de cette opposition entre les meilleurs joueurs de la Ligue américaine et de la Ligue nationale, les deux composantes de la MLB. 
Le match s'est joué le 15 juillet 2008 au Yankee Stadium, antre des New York Yankees dans le Bronx. Il a vu la victoire de la Ligue américaine sur le score de 4 à 3 en 15 manches après 4 heures et 50 minutes de jeu. C'est le match des Étoiles le plus long au niveau de la durée et c'est la deuxième fois qu'une rencontre s'étale sur 15 manches après l'édition 1967. J.D. Drew des Red Sox de Boston a été élu Meilleur joueur du match, frappant 2 coups sûrs en 4 présences au bâton, dont un circuit pour deux points en 7e manche qui a permis à l'équipe de Ligue américaine de revenir au score. Michael Young (Rangers du Texas) a frappé une chandelle sacrifice en 15e manche, donnant la possibilité à Justin Morneau (Twins du Minnesota) de marquer le point victorieux sur une glissade évitant le gant du receveur Brian McCann. C'est la deuxième fois que Young produit le point victorieux d'un match des Étoiles après son triple pour deux points en 2006.

## Contexte
Depuis 1970, les 8 joueurs de positions titulaires de chaque équipe sont élus par un vote des supporters, ainsi qu'un frappeur désigné pour l'équipe de la Ligue américaine, le match se jouant avec les règles de cette ligue. Les remplaçants et les lanceurs sont choisis par un vote des joueurs, par les managers de chaque équipe et par un deuxième vote des supporters. Chaque équipe est composée de 32 joueurs, sans tenir compte des désistements sur blessure ou pour raisons personnelles.
C'est la sixième fois que le résultat de la rencontre détermine l'avantage du terrain lors de la Série mondiale. La Ligue américaine reste sur une série de 11 matchs sans défaites (10 victoires et un match nul en 2002).

## Sélection du stade
L'annonce du Yankee Stadium comme lieu du MLB All-Star Game 2008 a été faite par le commissaire de la MLB, Bud Selig, et le maire de New York, Michael Bloomberg, le 31 janvier au New York's City Hall. C'est la quatrième fois que le Yankee Stadium accueille le All-Star Game et la huitième fois qu'il a lieu à New York. Le dernier All-Star Game à New York a eu lieu en 1977. En 2009, les Yankees déménageront dans un nouveau stade, le New Yankee Stadium. Ainsi, cet événement a été vu par certains comme un hommage au vieux stade.

## Événements liés au match des Étoiles
À l'image du NBA All-Star Week-end, plusieurs événements autour du baseball se sont déroulés dans les jours qui ont précédé le match des Étoiles.
- 42 répliques de 2,60 mètres de la statue de la Liberté ont été exposées à différents endroits de la ville depuis le 20 juin, décorées aux couleurs des deux ligues de la MLB, du All-Star Game, des 30 franchises de la MLB, ainsi qu'aux deux équipes emblématiques de New York, les Dodgers de Brooklyn et les Giants de New York, qui ont quitté la côte est il y a 50 ans pour la Californie[5].
- du 11 au 15 juillet, le Jacob K. Javits Convention Center a abrité la DHL FanFest, mélange d'activités liées au baseball (tunnel de frappe, monticules pour lanceurs et entraînements dirigés par des vedettes de la MLB) et d'expositions de souvenirs provenant du Temple de la renommée du baseball[6].
- le 13 juillet en matinée, le Taco Bell All-Star Legends and Celebrity Softball Game a vu la victoire de la Ligue nationale 8 à 7 sur la Ligue américaine. Tim Raines, ancien joueur des Expos de Montréal a été élu Meilleur joueur de la rencontre[7].
- toujours le 13 juillet, le XM All-Star Futures Game (match des meilleurs prospects) s'est joué sur la pelouse du Yankee Stadium. L'équipe des étrangers (World Team) s'est imposée 3 à 0 face à l'équipe américaine (US Team), dont plusieurs joueurs participeront aux Jeux olympiques d'été de 2008[8]. Che-Hsuan Lin, joueur taïwanais des l'organisation des Red Sox de Boston a été élu Meilleur joueur du match, grâce à deux coups sûrs en deux présences au bâton et un circuit pour deux points en 7e manche[9],[10].
- le 14 juillet, le State Farm Home Run Derby (concours des frappeurs de circuits) a vu la victoire de Justin Morneau des Twins du Minnesota[11].
- le 15 juillet, les 64 joueurs sélectionnés pour le match et 49 membres du Temple de la renommée du baseball ont défilé sur la Sixième Avenue de New York lors de la Red Carpet Parade[12].

## Sélection des joueurs
Le vote des fans s'est tenu du 29 avril au 2 juillet. Les résultats ont été publiés le 6 juillet avec une liste de huit joueurs partants pour chaque formation, un frappeur désigné pour la Ligue américaine et une liste de joueurs remplaçants choisis par un vote des joueurs de MLB et les gérants de chaque équipe. Un nombre record de 16,5 millions de votes en ligne sur le site de la MLB ont été pris en compte pour établir la sélection, ainsi que les votes par bulletin dans les stades de la Ligue Majeure et des ligues mineures. Comme la saison précédente, Alex Rodriguez, le joueur de troisième but des Yankees de New York a remporté le plus grand nombre de voix (3 934 518) (plus grand nombre de voix en Ligue américaine) devant Chase Utley des Phillies de Philadelphie (3 889 602) (plus grand nombre de voix en Ligue nationale).
Après la publication des effectifs, un second tour de vote (Final Vote) s'est tenu jusqu'au 10 juillet pour désigner deux joueurs supplémentaires. Les supporters devaient choisir un joueur parmi une liste de cinq joueurs pour chaque équipe. En Ligue américaine, les supporters ont eu le choix entre Jermaine Dye des White Sox de Chicago, Jason Giambi des Yankees de New York, José Guillén des Royals de Kansas City, Evan Longoria des Rays de Tampa Bay et Brian Roberts des Orioles de Baltimore. En Ligue nationale, les candidats à la dernière place dans l'effectif étaient Pat Burrell des Phillies de Philadelphie, Corey Hart des Brewers de Milwaukee, Carlos Lee des Astros de Houston, Aaron Rowand des Giants de San Francisco et David Wright des Mets de New York. Sur 47,8 millions de votes enregistrés, les deux vainqueurs du vote ont été Evan Longoria (9 millions de voix) et Corey Hart (8 millions de voix). David Wright, deuxième du vote pour la Ligue nationale, a obtenu sa sélection après le désistement d'Alfonso Soriano, blessé.

## Effectifs

### Ligue américaine
- Manager : Terry Francona (Red Sox de Boston), champion de Ligue américaine en 2007 avec les Red Sox.
- Instructeurs : Joe Girardi (Yankees de New York) et Jim Leyland (Tigers de Detroit)[17].

| Position         | Joueur         | Équipe   | Sélections |
| ---------------- | -------------- | -------- | ---------- |
| Receveur         | Joe Mauer      | Twins    | 2          |
| 1re base         | Kevin Youkilis | Red Sox  | 1          |
| 2e base          | Dustin Pedroia | Red Sox  | 1          |
| 3e base          | Alex Rodriguez | Yankees  | 12         |
| Arrêt court      | Derek Jeter    | Yankees  | 9          |
| Champ extérieur  | Josh Hamilton  | Rangers  | 1          |
| Champ extérieur  | Manny Ramírez  | Red Sox  | 12         |
| Champ extérieur  | Ichirō Suzuki  | Mariners | 8          |
| Frappeur désigné | David Ortiz    | Red Sox  | 4          |

David Ortiz, blessé, est remplacé par Milton Bradley comme titulaire au poste de frappeur désigné.
| Position | Joueur              | Équipe    | Sélections |
| -------- | ------------------- | --------- | ---------- |
| Lanceur  | Justin Duchscherer  | Athletics | 2          |
| Lanceur  | Roy Halladay        | Blue Jays | 5          |
| Lanceur  | Scott Kazmir        | Rays      | 2          |
| Lanceur  | Cliff Lee           | Indians   | 1          |
| Lanceur  | Joe Nathan          | Twins     | 3          |
| Lanceur  | Jonathan Papelbon   | Red Sox   | 3          |
| Lanceur  | Mariano Rivera      | Yankees   | 9          |
| Lanceur  | Francisco Rodríguez | Angels    | 3          |
| Lanceur  | Ervin Santana       | Angels    | 1          |
| Lanceur  | Joe Saunders        | Angels    | 1          |
| Lanceur  | George Sherrill     | Orioles   | 1          |
| Lanceur  | Joakim Soria        | Royals    | 1          |

| Position        | Joueur         | Équipe    | Sélections |
| --------------- | -------------- | --------- | ---------- |
| Receveur        | Dioner Navarro | Rays      | 1          |
| Receveur        | Jason Varitek  | Red Sox   | 3          |
| 1re base        | Justin Morneau | Twins     | 2          |
| 2e base         | Ian Kinsler    | Rangers   | 1          |
| 3e base         | Joe Crede      | White Sox | 1          |
| 3e base         | Carlos Guillén | Tigers    | 3          |
| 3e base         | Evan Longoria  | Rays      | 1          |
| Arrêt court     | Michael Young  | Rangers   | 5          |
| Champ extérieur | Milton Bradley | Rangers   | 1          |
| Champ extérieur | J.D. Drew      | Red Sox   | 1          |
| Champ extérieur | Carlos Quentin | White Sox | 1          |
| Champ extérieur | Grady Sizemore | Indians   | 3          |

### Ligue nationale
- Manager : Clint Hurdle (Rockies du Colorado), champion de Ligue nationale en 2007 avec les Rockies.
- Instructeurs : Lou Piniella (Cubs de Chicago) et Bud Black (Padres de San Diego). Le 26 juin, Clint Hurdle a annoncé le remplacement de Willie Randolph, licencié par les Mets un mois après sa sélection, par Lou Piniella[19],[20].

| Position        | Joueur          | Équipe   | Sélections |
| --------------- | --------------- | -------- | ---------- |
| Receveur        | Geovany Soto    | Cubs     | 1          |
| 1re base        | Lance Berkman   | Astros   | 5          |
| 2e base         | Chase Utley     | Phillies | 3          |
| 3e base         | Chipper Jones   | Braves   | 6          |
| Arrêt court     | Hanley Ramírez  | Marlins  | 1          |
| Champ extérieur | Ryan Braun      | Brewers  | 1          |
| Champ extérieur | Kosuke Fukudome | Cubs     | 1          |
| Champ extérieur | Alfonso Soriano | Cubs     | 7          |

Alfonso Soriano, blessé à la main gauche, a déclaré forfait pour le match. Il est remplacé par Matt Holliday, champ extérieur des Rockies du Colorado, dans l'alignement de départ. David Wright, joueur de troisième but des Mets de New York, a été désigné comme remplaçant de Soriano dans l'équipe de la Ligue nationale.
| Position | Joueur          | Équipe       | Sélections |
| -------- | --------------- | ------------ | ---------- |
| Lanceur  | Aaron Cook      | Rockies      | 1          |
| Lanceur  | Ryan Dempster   | Cubs         | 2          |
| Lanceur  | Dan Haren       | Diamondbacks | 2          |
| Lanceur  | Brad Lidge      | Phillies     | 2          |
| Lanceur  | Tim Lincecum    | Giants       | 1          |
| Lanceur  | Carlos Mármol   | Cubs         | 1          |
| Lanceur  | Ben Sheets      | Brewers      | 4          |
| Lanceur  | Edinson Volquez | Reds         | 1          |
| Lanceur  | Billy Wagner    | Mets         | 4          |
| Lanceur  | Brandon Webb    | Diamondbacks | 2          |
| Lanceur  | Brian Wilson    | Giants       | 1          |
| Lanceur  | Kerry Wood      | Cubs         | 2          |
| Lanceur  | Carlos Zambrano | Cubs         | 3          |

Kerry Woods, dans l'incapacité de lancer en raison d'une ampoule à la main, a été remplacé par son coéquipier Carlos Mármol. Tim Lincecum, hospitalisé le matin du match avec des symptômes grippaux, n'a pas pu être aligné lors de la rencontre.
| Position        | Joueur          | Équipe    | Sélections |
| --------------- | --------------- | --------- | ---------- |
| Receveur        | Russell Martin  | Dodgers   | 2          |
| Receveur        | Brian McCann    | Braves    | 3          |
| 1re base        | Adrian Gonzalez | Padres    | 1          |
| 1re base        | Albert Pujols   | Cardinals | 7          |
| 2e base         | Dan Uggla       | Marlins   | 2          |
| 3e base         | Aramis Ramírez  | Cubs      | 2          |
| 3e base         | David Wright    | Mets      | 3          |
| Arrêt court     | Cristian Guzmán | Nationals | 2          |
| Arrêt court     | Miguel Tejada   | Astros    | 5          |
| Champ extérieur | Matt Holliday   | Rockies   | 3          |
| Champ extérieur | Ryan Ludwick    | Cardinals | 1          |
| Champ extérieur | Nate McLouth    | Pirates   | 1          |
| Champ extérieur | Corey Hart      | Brewers   | 1          |

## Le match

### Cérémonies
Avant le début du match, les assistants et les remplaçants des deux équipes ont été présentés au public par Joe Buck, à la place de Bob Sheppard (97 ans), speaker du Yankee Stadium depuis 1951, convalescent. La rivalité entre les Red Sox de Boston et les Yankees s'est manifestée à travers les sifflets lors de la présentation des joueurs de Boston (Drew, Varitek, Ortiz et Paplebon) et les applaudissements pour Mariano Rivera. 49 membres du Temple de la renommée du baseball ont ensuite pris place sur le terrain à leur position et ont été présentés un par un, avant l'annonce des titulaires qui les ont rejoints chacun leur tour. Le drapeau américain a été présenté par les cadets de l'Académie militaire de West Point dans le champ centre. Un enregistrement de Ô Canada, l'hymne national canadien a été diffusé, puis Sheryl Crow a interprété The Star-Spangled Banner, l'hymne américain. À la fin de l'hymne, un bombardier Northrop B-2 Spirit de la 509e escadre de bombardement a survolé le ciel de New York et le stade.
Les balles des premiers lancers ont été apportées par George Steinbrenner, propriétaire des Yankees, et données à quatre des légendes du club : Whitey Ford, Reggie Jackson, Yogi Berra et Rich Gossage. Les quatre balles ont été lancées aux Yankees présents dans l'équipe de la Ligue américaine : Derek Jeter, Alex Rodriguez, Joe Girardi et Mariano Rivera.

### Arbitres
Les six arbitres désignés pour le match des Étoiles ont été annoncés le 25 juin. Derryl Cousin, chef de l'équipe et arbitre derrière le marbre, officiera pour son troisième match des Étoiles après 1987 et 1998.
| Marbre       | Derryl Cousins |
| 1re base     | Ed Rapuano     |
| 2e base      | Tom Hallion    |
| 3e base      | Mark Wegner    |
| Champ gauche | Greg Gibson    |
| Champ droit  | Phil Cuzzi     |

### Alignements
Le 14 juillet, Terry Francona et Clint Hurdle ont annoncé les alignements de départ des deux équipes, ainsi que les lanceurs partants, lors d'une conférence de presse.
| Ordre | Joueur          | Équipe    | Position |
| ----- | --------------- | --------- | -------- |
| 1     | Hanley Ramírez  | Marlins   | SS       |
| 2     | Chase Utley     | Phillies  | 2B       |
| 3     | Lance Berkman   | Astros    | 1B       |
| 4     | Albert Pujols   | Cardinals | DH       |
| 5     | Chipper Jones   | Braves    | 3B       |
| 6     | Matt Holliday   | Rockies   | RF       |
| 7     | Ryan Braun      | Brewers   | LF       |
| 8     | Kosuke Fukudome | Cubs      | CF       |
| 9     | Geovany Soto    | Cubs      | C        |
|       | Ben Sheets      | Brewers   | P        |

| Ordre | Joueur         | Équipe   | Position |
| ----- | -------------- | -------- | -------- |
| 1     | Ichirō Suzuki  | Mariners | RF       |
| 2     | Derek Jeter    | Yankees  | SS       |
| 3     | Josh Hamilton  | Rangers  | CF       |
| 4     | Alex Rodriguez | Yankees  | 3B       |
| 5     | Manny Ramírez  | Red Sox  | LF       |
| 6     | Milton Bradley | Rangers  | DH       |
| 7     | Kevin Youkilis | Red Sox  | 1B       |
| 8     | Joe Mauer      | Twins    | C        |
| 9     | Dustin Pedroia | Red Sox  | 2B       |
|       | Cliff Lee      | Indians  | P        |

### Résumé du match
| Ligue nationale | 0 | 0 | 0 | 0 | 1 | 1 | 0 | 1 | 0 | 0 | 0 | 0 | 0 | 0 | 0 | 3 | 13 | 4 |
| Ligue américaine | 0 | 0 | 0 | 0 | 0 | 0 | 2 | 1 | 0 | 0 | 0 | 0 | 0 | 0 | 1 | 4 | 14 | 1 |
| Lanceurs partants : NL : Ben Sheets AL : Cliff Lee Vic. : Scott Kazmir (1-0) Déf. : Brad Lidge (0-1) HRs : NL : Matt Holliday (1) AL : J.D. Drew (1) |   |   |   |   |   |   |   |   |   |   |   |   |   |   |   |   |    |   |

Évolution du score :
- 4e manche (NL) : Matt Holliday frappe un circuit pour donner l'avantage à la Ligue nationale 1-0.
- 6e manche (NL) : Lance Berkman frappe une chandelle sacrifice, Hanley Ramírez marque le deuxième point pour la Ligue nationale.
- 7e manche (AL) : J.D. Drew frappe un circuit pour deux points et égalise pour la Ligue américaine.
- 8e manche (NL) : Adrian Gonzalez frappe une chandelle sacrifice, Miguel Tejada marque le troisième point de la Ligue nationale.
- 8e manche (AL) : Evan Longoria frappe un double au champ gauche, Grady Sizemore égalise pour la Ligue américaine.
- 15e manche (AL) : Michael Young frappe une chandelle sacrifice, Justin Morneau marque le quatrième point victorieux pour la Ligue américaine après 4 heures et 50 minutes de jeu.

## Home Run Derby

Logo Home Run Derby 2008

Le concours des frappeurs de circuits a eu lieu le 14 juillet sur la pelouse du Yankee Stadium. Vladimir Guerrero, vainqueur en 2007 n'a pas défendu son titre en raison de sa non-sélection pour le match des Étoiles.
Lors de chaque tour de la compétition, chaque joueur disposait d'un crédit de 10 balles fautes avant de devoir s'arrêter. Au premier tour, Josh Hamilton a établi un nouveau record avec 28 circuits lors d'un tour de concours, dépassant Bobby Abreu qui avait frappé 24 circuits en 2005. Au deuxième tour, Hamilton s'est arrêté après avoir ajouté 4 circuits alors qu'il n'avait que 4 balles fautes. En finale, le canadien Justin Morneau a battu Josh Hamilton sur le score de 5 à 3.
| Joueur         | Équipe       | 1er tour | 2e tour | T1 + T2 | Finale | Total |
| -------------- | ------------ | -------- | ------- | ------- | ------ | ----- |
| Justin Morneau | Twins        | 8        | 9       | 17      | 5      | 22    |
| Josh Hamilton  | Texas        | 28       | 4       | 32      | 3      | 35    |
| Lance Berkman  | Houston      | 8        | 6       | 14      |        | 14    |
| Ryan Braun     | Milwaukee    | 7        | 7       | 14      |        | 14    |
| Grady Sizemore | Cleveland    | 6        |         |         |        | 6     |
| Dan Uggla      | Floride      | 6        |         |         |        | 6     |
| Chase Utley    | Philadelphie | 5        |         |         |        | 5     |
| Evan Longoria  | Rays         | 3        |         |         |        | 3     |